# 시대공감
시대공감은 대전MBC 표준FM에서 평일 아침 8시부터 아침 8시 30분까지 방송했던 아침 출근길 시사 프로그램이다.

## 역사
2004년 4월 26일에 첫방송을 시작해, 2012년 10월 19일에 잠정적으로 폐지됐다가, 2022년 5월 16일에 다시 10년만에 부활했고, 그리고 2024년 9월 13일에 완전히 20년만에 폐지되었다.

## 진행
- 박선자 PD

## 역대 방송시간
| 방송 채널      | 방송 기간                          | 방송 시간                  |
| -------------- | ---------------------------------- | -------------------------- |
| 대전MBC 표준FM | 2004년 4월 26일 ~ 2005년 10월 21일 | 평일 아침 7:20 ~ 아침 8:00 |
| 대전MBC 표준FM | 2005년 10월 24일 ~ 2009년 4월 17일 | 평일 아침 7:15 ~ 아침 7:55 |
| 대전MBC 표준FM | 2009년 4월 20일 ~ 2012년 10월 19일 | 평일 아침 7:15 ~ 아침 8:00 |
| 대전MBC 표준FM | 2022년 5월 16일 ~ 2024년 9월 13일  | 평일 아침 8:00 ~ 아침 8:30 |